# St. Franziskus-Hospital Münster

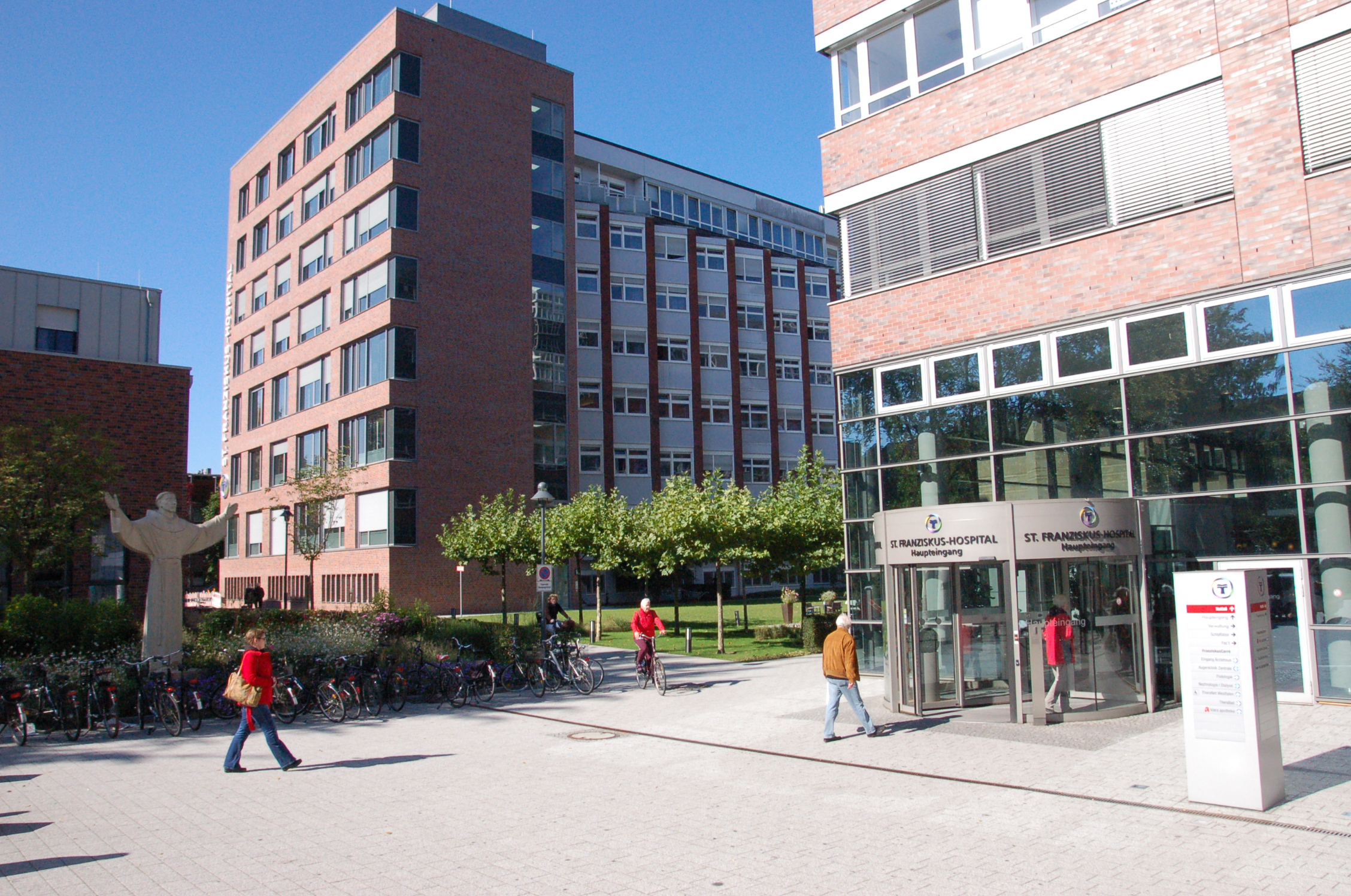
St. Franziskus-Hospital Münster Haupteingang

Das St. Franziskus-Hospital ist ein seit 1857 bestehendes Krankenhaus und akademisches Lehrkrankenhaus in Münster in Trägerschaft der St.-Franziskus-Stiftung. Es verfügt über rund 600 Betten. 2.000 Mitarbeiter versorgen jährlich etwa 31.000 stationäre und 70.000 ambulante Patienten.

## Geschichte
In den Jahren 1853 und 1854 übersiedelte auf Veranlassung des damaligen münsterschen Bischofs Johann Georg Müller der Orden der Krankenschwestern des heiligen Franziskus von Telgte in das – damals noch nicht eingemeindete – Münsteraner Mauritzviertel. Das Franziskus-Hospital wurde nach den Plänen des münsteraner Diözesanbaumeisters Emil von Manger errichtet und 1857 eröffnet. In der Anfangszeit standen Betten für insgesamt 50 Patienten zur Verfügung, die von einem einzigen Internisten behandelt wurden. Die Pflege der Patienten oblag den Schwestern der Ordensgemeinschaft, deren Mutterhaus sich in direkter Nähe des Krankenhauses, zu Münster-St. Mauritz gehörend, befand. Der Orden übernahm auch die Trägerschaft des Krankenhauses.
Um das Pflegeniveau zu halten und weiter zu verbessern, wurde eine Pflegeschule dem Krankenhaus angegliedert. Sie erhielt im Jahre 1908 die staatliche Anerkennung. Die zusätzlich geschaffene Kinderkrankenpflegeschule wurde 1928 staatlich anerkannt.
Im Jahr 1950 entstanden Pläne für einen Erweiterungsbau.  Von 1960 bis 1962 wurde dieser in Form eines Hochhauses am Hohenzollernring errichtet. Das achtgeschossige Gebäude mit einer Länge von 46 Metern und einer Breite von 15 Metern hatte 181 Plätze und sollte die neu hinzukommenden medizinischen Disziplinen, darunter eine Röntgentherapieabteilung, aufnehmen. Ebenfalls in diesen Jahren wurde der Westflügel des Altbaus renoviert; in ihm wurde die bis dahin verteilte Verwaltung des Krankenhauses zusammengelegt.
Im Dezember 2001 wurde in Kooperation mit dem Jugendamt sowie dem Sozialdienst katholischer Frauen eine Babyklappe eingerichtet, welche die einzige im Münsterland ist.

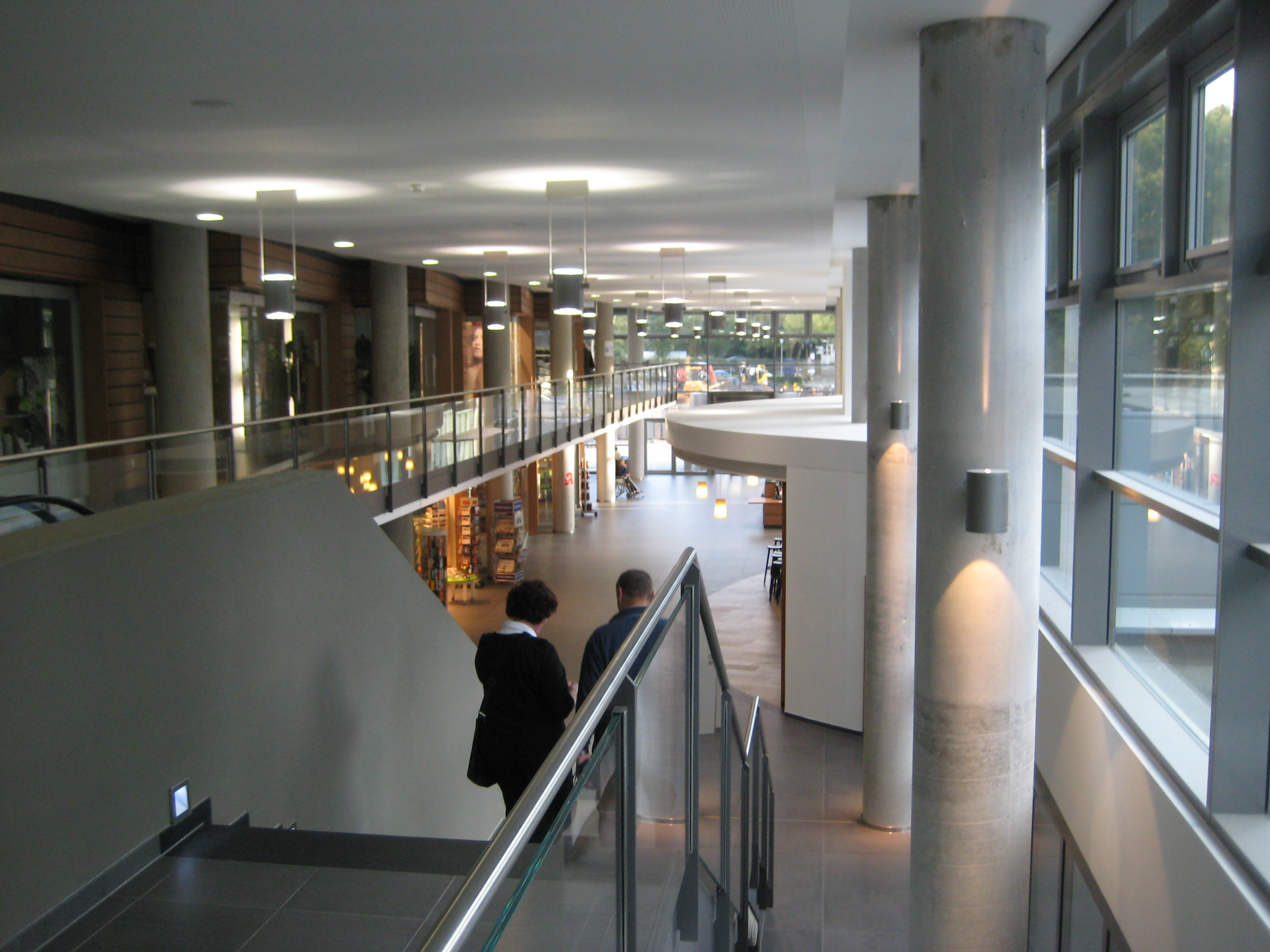
Haupteingang nach der Renovierung

Anfang des 21. Jahrhunderts wurde das St. Franziskus-Hospital umgebaut und erweitert. Ein Großteil der rund 16 Millionen Euro teuren Baumaßnahme fiel für das neue medizinische Dienstleistungszentrum Franziskus Carrée an, das 2007 eröffnet wurde. Es ermöglicht die Erweiterung des Ärztezentrums von bisher sieben auf 14 Arztpraxen und enthält fünf neue, ambulante Operationssäle. Im März 2013 nahm das St. Franziskus-Hospital nach 17 Monaten Bauzeit das 10,3 Millionen Euro teure Erweiterungsgebäude am Bettenhaus I am Hohenzollernring in Betrieb. Das nach Süden gelegene Kopfgebäude beherbergt auf sechs Ebenen mit identischem Grundriss insgesamt 30 barrierefreie Zimmer für insgesamt 42 Patienten. Pro Ebene gibt es eine Lounge, in der sich die Patienten aufhalten und Getränke und kleine Mahlzeiten zu sich nehmen können. Im Erdgeschoss wurde zudem die Infektionsstation erweitert. Dort verfügt das Hospital nun über insgesamt sechs zusätzliche Einzelzimmer. Im Sockelgeschoss sind Personalumkleiden und Raumreserven für künftige Arzt- und Funktionsräume untergebracht.
Für weitere 17,7 bis 18 Millionen Euro soll die Sanierung des 1962 errichteten Gebäudes sowie die Erweiterung des Bettenhauses I auf die Höhe des gläsernen Treppenhauses erfolgen. Zudem soll die Anzahl der Betten im Bettenhaus am Hohenzollernring von 190 auf 246 erhöht werden. Diese Arbeiten sollten ursprünglichen Planungen zufolge bis zum Jahr 2016 abgeschlossen sein, werden aber nach aktuellen Planungen im Jahr 2013 nicht mehr begonnen und sich voraussichtlich bis ins Jahr 2020 erstrecken.

## Fachabteilungen und Einrichtungen
Im St. Franziskus-Hospital existieren derzeit 18 Fach- und zwei Belegabteilungen, die als Kliniken geführt werden. Davon werden zehn als Hauptabteilung mit eigenen Betten geführt, die Radiologie und Nuklearmedizin als Hauptabteilungen ohne eigene Betten. Die Anästhesie und Operative Intensivmedizin ist weder Hauptabteilung, noch verfügt sie über eigene Betten. Die Innere Medizin teilt sich zusätzlich in vier Spezialabteilungen auf.
Damit verfügt das St. Franziskus-Hospital über folgende medizinische Fachabteilungen:
- Allgemeinchirurgie, Viszeralchirurgie und Kinderchirurgie
- Anästhesie und operative Intensivmedizin
- Gefäßchirurgie
- Innere Medizin I: Nieren- und Hochdruckerkrankungen, Immunologie und Osteologie
- Innere Medizin II: Gastroenterologie, Onkologie, Diabetologie, Infektiologie
- Innere Medizin III: Kardiologie
- Innere Medizin IV: Internistische Aufnahme, Intensivmedizin, Pneumologie
- Allgemeine Kinder- und Jugendmedizin
- Neonatologie und Kinderintensivmedizin
- Radiologie
- Nuklearmedizin
- Orthopädie I: Allgemeine Orthopädie
- Orthopädie II: Wirbelsäulenchirurgie
- Orthopädie III: Kinder- und Neuroorthopädie
- Palliativmedizin
- Unfallchirurgie
- Zentrum für Frauen: Klinik für Brusterkrankungen
- Zentrum für Frauen: Geburtshilfe
- Zentrum für Frauen: Gynäkologie
- Schmerztherapie
- Neurologie und Psychiatrie

Neben diesen Kliniken existieren auch noch die Kliniken für Augenheilkunde und Hals-Nasen-Ohren-Heilkunde, die beide als Belegabteilungen geführt werden. Seit der Fertigstellung der Erweiterung und Umbau des Krankenhauses im Jahre 2007 werden eine zusätzliche Klinik für Wirbelsäulenchirurgie als Orthopädie II und ein Brustzentrum geführt.
Für die Betreuung der Patienten steht neben dem Pflegedienst auch ein Sozialdienst zur Verfügung, der Patienten in sozialen, persönlichen und versicherungsrechtlichen Fragen zur Seite steht. Zusätzlich existiert ein Seelsorgedienst der evangelischen und der katholischen Kirche.
Auf dem Dach des Krankenhauses befindet sich ein Hubschrauberlandeplatz.

### Gynäkologie und Geburtshilfe
Die Abteilung für Gynäkologie und Geburtshilfe zählt zu den größten Entbindungskliniken Nordrhein-Westfalens und ist das geburtenstärkste Klinikum Münsters mit 1799 Geburten im Jahr 2012. Von diesen 1799 Geburten im Jahr 2012 wurden 576 als Kaiserschnitt durchgeführt, davon 91 auf Wunsch der Patientin. Aufgrund der Schließung der Geburtshilfeabteilungen mehrerer kleinerer Krankenhäuser im Münsteraner Umland steigen die Geburtszahlen im St. Franziskus-Hospital an, so dass bis Ende des Jahres 2012 im Hospital 1853 Kinder entbunden wurden, darunter Drillinge sowie 51 Zwillinge. In der Folge wurden im Jahr 2013 die Anzahl von 1977 Geburten gezählt. Im Jahr 2013 wurden mehr als 5100 Kinder in Münster geboren, davon mit gut 39 Prozent erneut die meisten im St. Franziskus-Hospital.
Seit Januar 2014 wird für Neugeborene sowie deren Eltern vom Seelsorgeteam sowie den Mauritzer Franziskanern werktäglich eine Segnungsfeier veranstaltet.
Das Level-I-Pränatalzentrum betreut zahlreiche Patientinnen mit Risikoschwangerschaften. Das St. Franziskus-Hospital Münster verfolgt ein umfassendes Konzept zur Vermeidung von Frühgeburten. Als einziges deutsches Krankenhaus bietet das St. Franziskus-Hospital Münster Kurse zur Mutter-Kind-Bindungsförderung sowie vorgeburtliche Analysen für risikoschwangere Patientinnen an.
Die Leitung der Abteilung Gynäkologie und Geburtshilfe erfolgt durch den Chefarzt Dr. med. Nikolaos Trifyllis. 
Ein Mädchen, das im St. Franziskus-Hospital Münster am 29. Januar 1994 mit rund 790 Gramm statt üblicher rund 1300 Gramm Geburtsgewicht und einer Größe von 32 Zentimetern in der 30. Schwangerschaftswoche zur Welt kam und 16 Wochen intensiv medizinisch betreut werden musste, bevor es mit einem Gewicht von 2550 Gramm nach Hause entlassen werden konnte, besuchte Mitte August 2013 die Stationen der Gynäkologie, Geburtshilfe und Neonatologie, um das Versprechen ihres Vaters einzulösen, sich nach ihrem Abitur für die Betreuung in den ersten Lebensmonaten zu bedanken. Über diesen Besuch wurde von der Presse überregional berichtet.

### Strahlentherapie
Ende Mai 2013 wurde ein Strahlentherapiegerät vom Universitätsklinikum Münster zum St. Franziskus-Hospital Münster geliefert. Das Universitätsklinikum erweiterte durch diese Kooperation ab dem 1. Juli 2013 seine Praxisräume in zentraler Lage.

### Augenklinik
Die Klinik für Augenheilkunde wird als Belegabteilung geführt. Anfang November 2013 wurde der 100.000 Patient der Augenklinik operiert. 20 Jahre zuvor war die Augenklinik gegründet worden.

### Allgemein-, Viszeral- und Kinderchirurgie
Chefarzt Matthias Brüwer wurde im Frühjahr 2013 vom Verbraucher-Magazin Guter Rat Gesundheit in der Ausgabe 1/13 in den Kategorien „Chirurgie des Verdauungstraktes“ sowie „Enddarm, Darmkrebs, Hämorrhoiden“ ausgezeichnet.

### Innere Medizin
Chefarzt Bernhard Glasbrenner wurde im Frühjahr 2013 vom Verbraucher-Magazin Guter Rat Gesundheit in der Ausgabe 1/13 in der Kategorie „Gastroenterologie/Hepatitis“ ausgezeichnet.

### Wirbelsäulenchirurgie
Chefarzt Ulf Liljenqvist wurde im Frühjahr 2013 vom Verbraucher-Magazin Guter Rat Gesundheit in der Ausgabe 1/13 in der Kategorie „Orthopädie/Unfallchirurgie“ ausgezeichnet.

## Pharmazeutische Aufnahme
Als eines von wenigen Krankenhäusern in Deutschland verfügt das St. Franziskus-Hospital über eine pharmazeutische Aufnahme. Im Rahmen der stationären Aufnahme des Patienten findet ein ausführliches Gespräch mit einem Klinikapotheker statt, der sämtliche Medikamente des Patienten systematisch erfasst und hinsichtlich Dosierung, Wechselwirkungen und Verträglichkeit überprüft. Ziel dieses so genannten Arzneimittelgespräches ist es, unerwünschte Nebenwirkungen und Arzneimittelwechselwirkungen zu erfassen und dadurch die Arzneimitteltherapiesicherheit zu optimieren.

## Babyklappe und anonyme Geburt
Die 2001 eingerichtete Babyklappe  wird von den Stationen für Neonatologie und Kinderintensivmedizin betreut und ist bis Ende 2012 sechs Mal in Anspruch genommen worden, im Jahr 2012 ein Mal. Drei der sechs Babys sind wieder den leiblichen Müttern übergeben worden, die sich nachträglich beim St. Franziskus-Hospital gemeldet hatten. Acht Monate lang haben die Mütter die Möglichkeit Kontakt mit dem Krankenhaus aufzunehmen, was auch anonym möglich ist. Zudem bietet das Krankenhaus anonyme Geburten an. Bei sechs der von Juli 2001 bis Ende 2012 anonym Geborenen wurde die Anonymität nachträglich auf Wunsch der Mutter aufgehoben.

## Zertifizierung und Patientenbewertung
Das St. Franziskus-Hospital ist nach KTQ und pro CumCert zertifiziert. Die auf anonymen Patientenbefragungen basierende Weiße Liste führt das Krankenhaus im Bundesvergleich auf einem mittleren Platz. Unter den münsteraner Krankenhäusern ist es das bestbewertete.

## Soziales Engagement
Im Jahr 2013 konnte das Team des St.-Franziskus Hospital Münster den 4. Westfalenpokal der Kinderkliniken gewinnen, der zugunsten der heilpädagogischen Betreuung des Hospitals ausgetragen wurde.